# Публичная и национальная библиотека Гренландии
Публичная и национальная библиотека Гренландии (гренл. Nunatta Atuagaateqarfia) - публичная и национальная библиотека Гренландии  расположенная в Нууке, столице Гренландии. Это самая большая справочная библиотека в стране, посвященная сохранению национального культурного наследия и истории. 

## Коллекции
Библиотечные фонды разделены между публичной библиотекой в центре города и Илиммарфиком - кампусом Гренландского университета, который расположен в районе Нууссуак города Нуук, где хранится коллекция исторических материалов, связанных с Гренландией.  По состоянию на 2018 год в базе данных библиотеки «Илиммарфика» 101824 единицы. 
В библиотеке можно брать книги, журналы, аудиокниги, фильмы и игры для PS3, PS4 и ПК. В читальном зале можно почитать новейшие журналы и газеты.
Есть бесплатные компьютеры с доступом в Интернет. Также доступно копирование и сканирование.
Сроки предоставления читателям материалов:
| Книги, журналы, аудиокниги                              | 31 день |
| Еженедельные журналы, рождественские и пасхальные книги | 14 дней |
| Игры и фильмы                                           | 7 дней  |

В библиотеке можно заказать книги из Дании и из некоторых стран за плату 20, - кр. за название.